# Lý chua đen
Lý chua đen (tên khoa học Ribes nigrum) là một loại cây bụi từ chi lý chua (Ribes), họ Grossulariaceae, được trồng để lấy quả. Là cây bản địa của một số vùng Trung Âu, Bắc Âu và Bắc Á. Cây ưa lạnh, ra nhiều quả thành chùm dọc thân vào mùa hè. Quả lý chua đen giàu vitamin C, chất dinh dưỡng và chất chống oxy hóa.

## Mô tả
Lý chua đen cao khoảng từ 1–2 m, là một loại cây bụi, lá rộng tới 10 cm, hình trái tim, bề dưới có lông, mép lá có răng cưa. Hoa màu xanh tím nâu, nở vào tháng 4 tới tháng 5 ở Trung Âu. Trái màu đen, mọc thành chùm. Bụi cây này không có gai, có mùi nặng, nhờ đó có thể phân biệt được với cây lý chua đỏ (Ribes rubrum).

## Phân bố
Lý chua đen là cây địa phương tại những vùng khí hậu ôn hòa hay ôn đới lạnh (boreal zone) từ Anh, Pháp ở phía Tây cho tới vùng Mãn Châu ở phía Đông. Về phía Bắc thì loại cây này hiện diện ở cả vùng Lapland, về phía Nam ở Armenia hay Himalaya.

## Sử dụng
Từ thế kỷ thứ 16 ở Trung Âu lý chua đen đã được trồng trong vườn làm cây ăn trái. Ở Đông Bắc Âu có lẽ nó đã được trồng sớm hơn nữa. Cái trái chín được gặt hái ở Trung Âu khoảng từ tháng 7 tới tháng 8.
Trái lý chua đen có thể ăn sống, nhưng thường được dùng để nấu ăn, làm mứt, xi rô Cassis, rượu ngọt Cassis (Crème de Cassis), thuốc, hoặc thuốc nhuộm.

## Thành phần
Trái lý chua đen có chứa nước, cacbohydrat, chất đạm, các chất khoáng,  chất dinh dưỡng, chất chống oxy hóa, ngoài ra còn có: 
- Terpene như ß-Pinen và Caryophyllen
- Anthocyane và Flavonoide như (+)-Catechin
- Sinh tố C, Axít citric, Pektin

## Hình ảnh

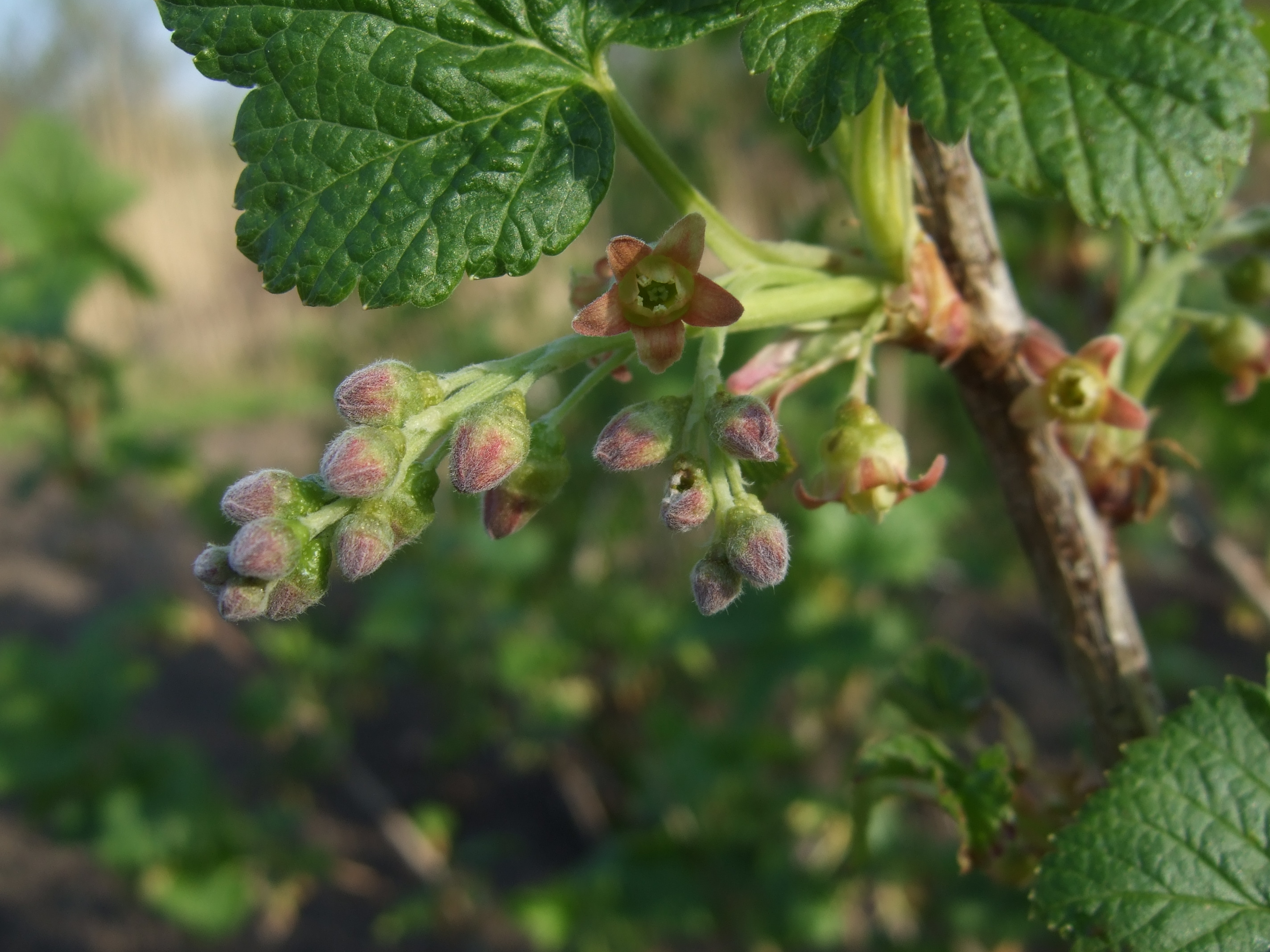
Hoa
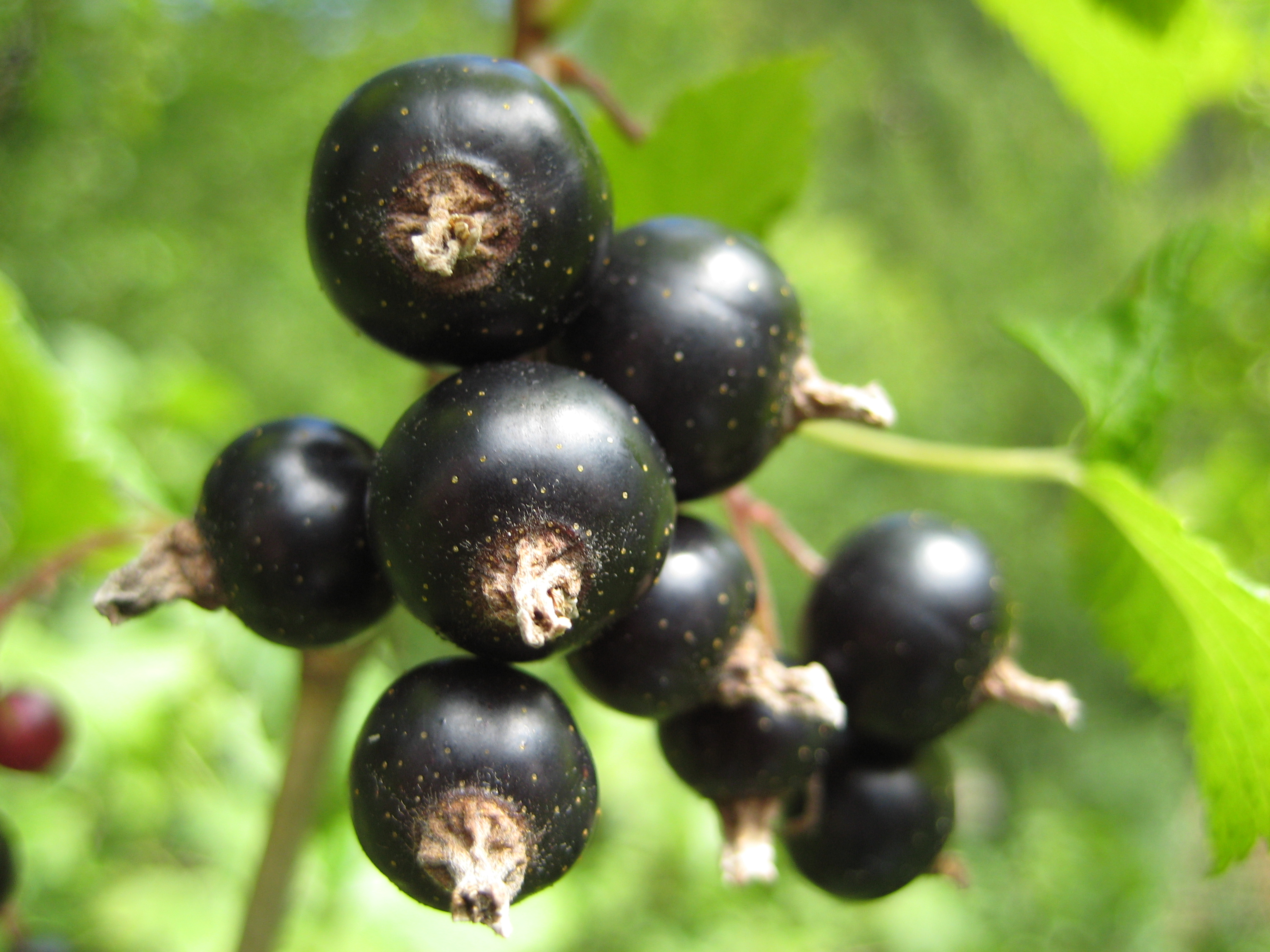
Quả
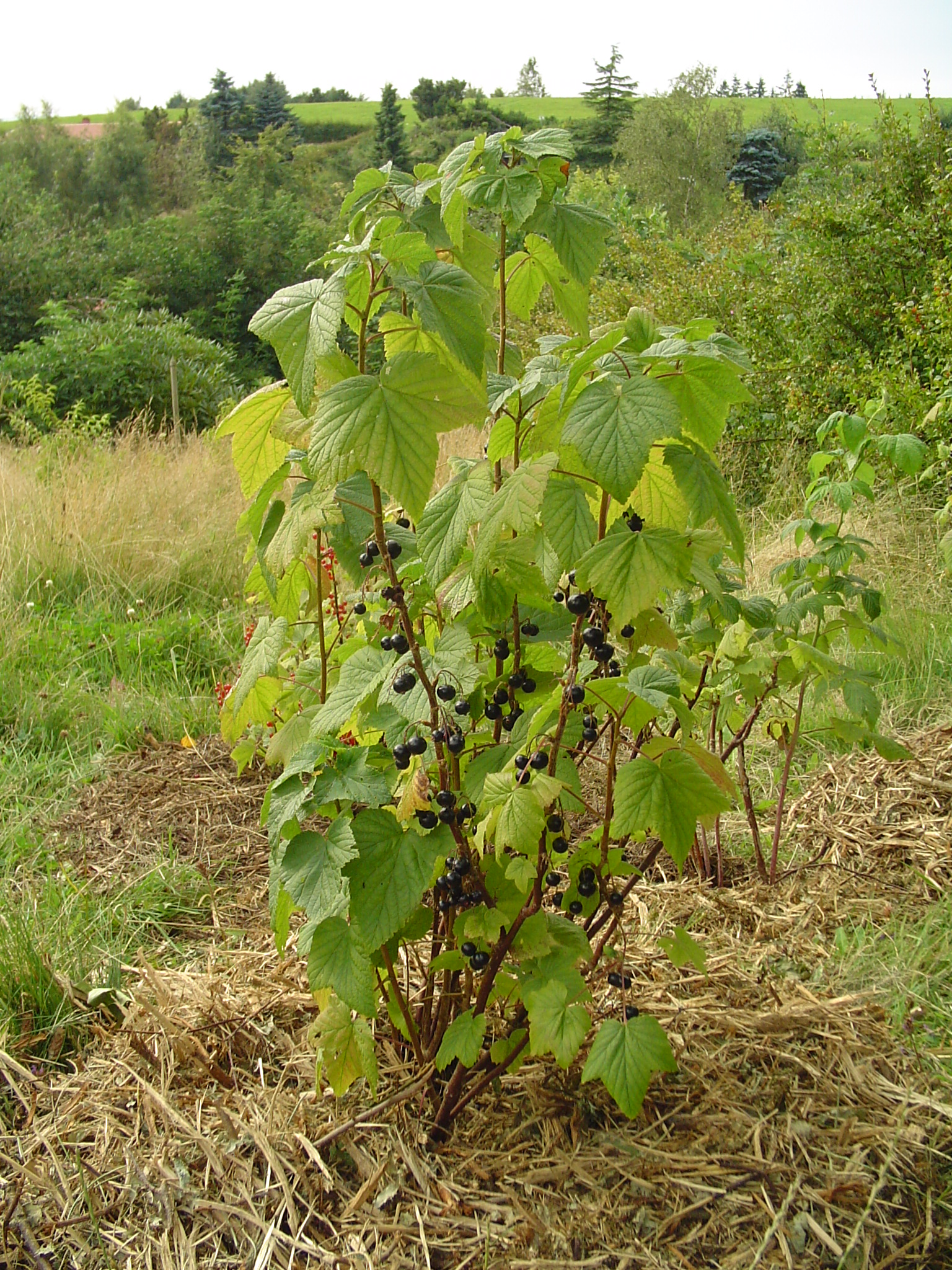
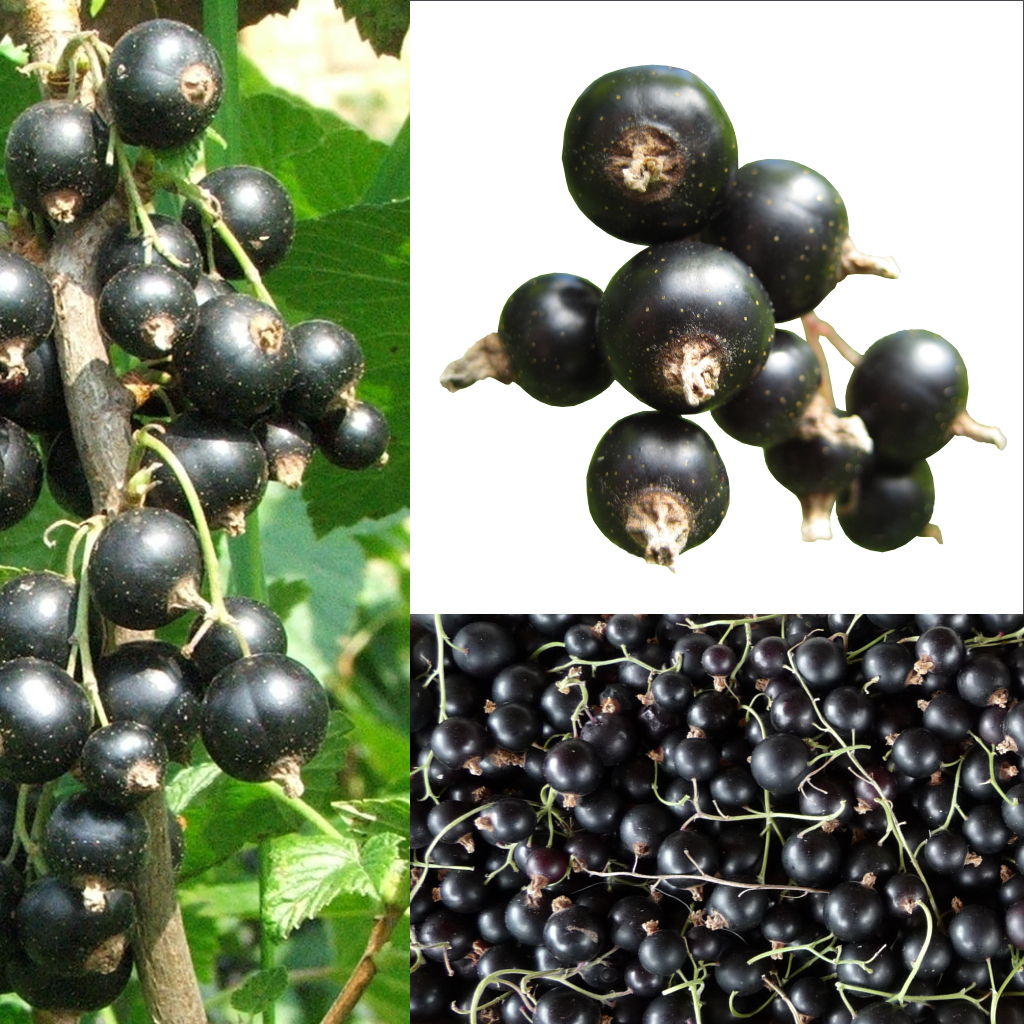
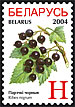
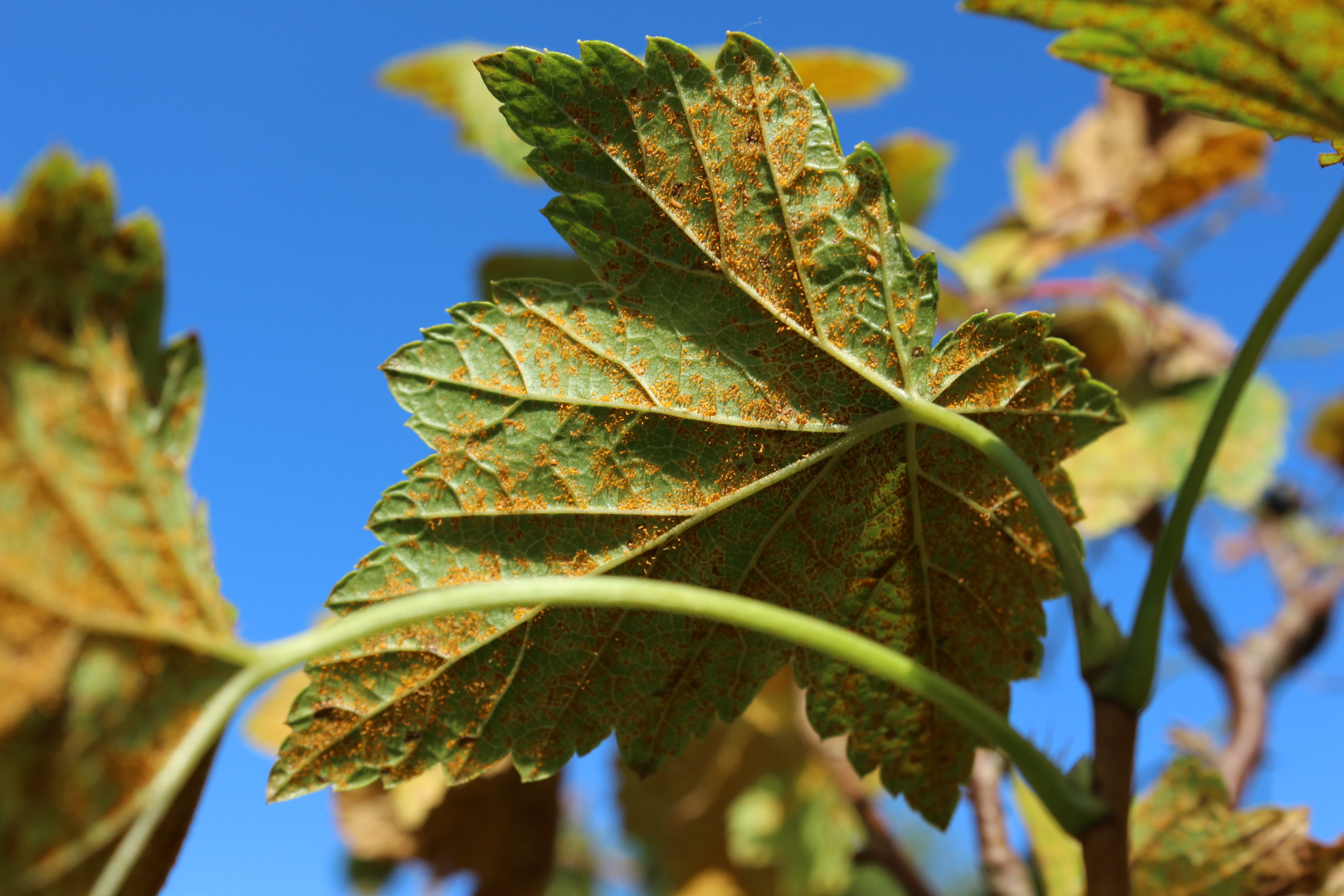